# Ambrosia pumila
Ambrosia pumila je biljka iz porodice glavočika (Asteraceae), jedna od četrdesetak vrsta ambrozije. Trajnica koja naraste do pola metra visine.
Rijetka je biljka na kalifornijskom poluotoku, Sonori i kalifornijskim okruzima San Diego i Riverside.